# Glossobalanus minutus
Glossobalanus minutus är en djurart som tillhör fylumet svalgsträngsdjur, och som beskrevs av Alexander Onufrievitch Kowalevsky 1866. Glossobalanus minutus ingår i släktet Glossobalanus och familjen Ptychoderidae. Inga underarter finns listade i Catalogue of Life.